# Palais Ioussoupov de Koreïz
Pour les articles homonymes, voir Palais Ioussoupov de la Moïka, Palais Ioussoupov de la perspective Liteïny, Palais Ioussoupov de la rue Sadovaïa et Palais Ioussoupov de la perspective Nevski.
Le palais Ioussoupov de Koreïz (Юсуповский дворец) est une immense villa de style néo-renaissance et de style néo-roman située en Crimée à Koreïz, au village de Miskhor, près de Yalta. Elle a été construite par l'architecte Nikolaï Krasnov pour le comte Felix Felixovitch Soumarokov-Elston, futur gouverneur-général de Moscou.

## Historique
Avant la construction de la villa, se trouvait ici une villa appelée « la maison rose », appartenant à la princesse Sophie Galitzine. Ensuite, le domaine est acheté par un viticulteur fortuné du nom de Morozov qui le vend en 1880 au comte Félix Soumarokov-Elston. Il fait démolir et reconstruire la villa en 1909 par Krasnov, auteur de l'extravagante villa Dulber à proximité, appartenant au grand-duc Pierre Nikolaïevitch de Russie. La famille venait d'éprouver un chagrin insurmontable avec la mort de leur fils aîné Nicolas, tué en duel en 1908, à l'âge de 15 ans, et la princesse souhaitait s'extraire de la vie mondaine. La famille Youssoupoff était à l'époque l'une des plus fortunées de l'Empire russe. C'est ici qu'eurent lieu les fiançailles du fils du prince, Félix (1887-1967), avec la grande-duchesse Irène de Russie, nièce de Nicolas II.
Le palais est nationalisé en 1920 par le nouveau pouvoir bolchévique récemment installé en Crimée et devient une maison de repos et de vacances (ce genre d'établissement est appelé « sanatorium » à l'époque) pour de hauts dignitaires du régime, dont Félix Dzerjinski. Staline y demeura pendant la conférence de Yalta et s'y rendit encore par la suite. La demeure conserve un billard, le bureau et quelques autres éléments de mobilier ayant servi à Staline. De 1991 à mars 2014, le palais abritait les services de sécurité intérieure d'Ukraine.

## Architecture

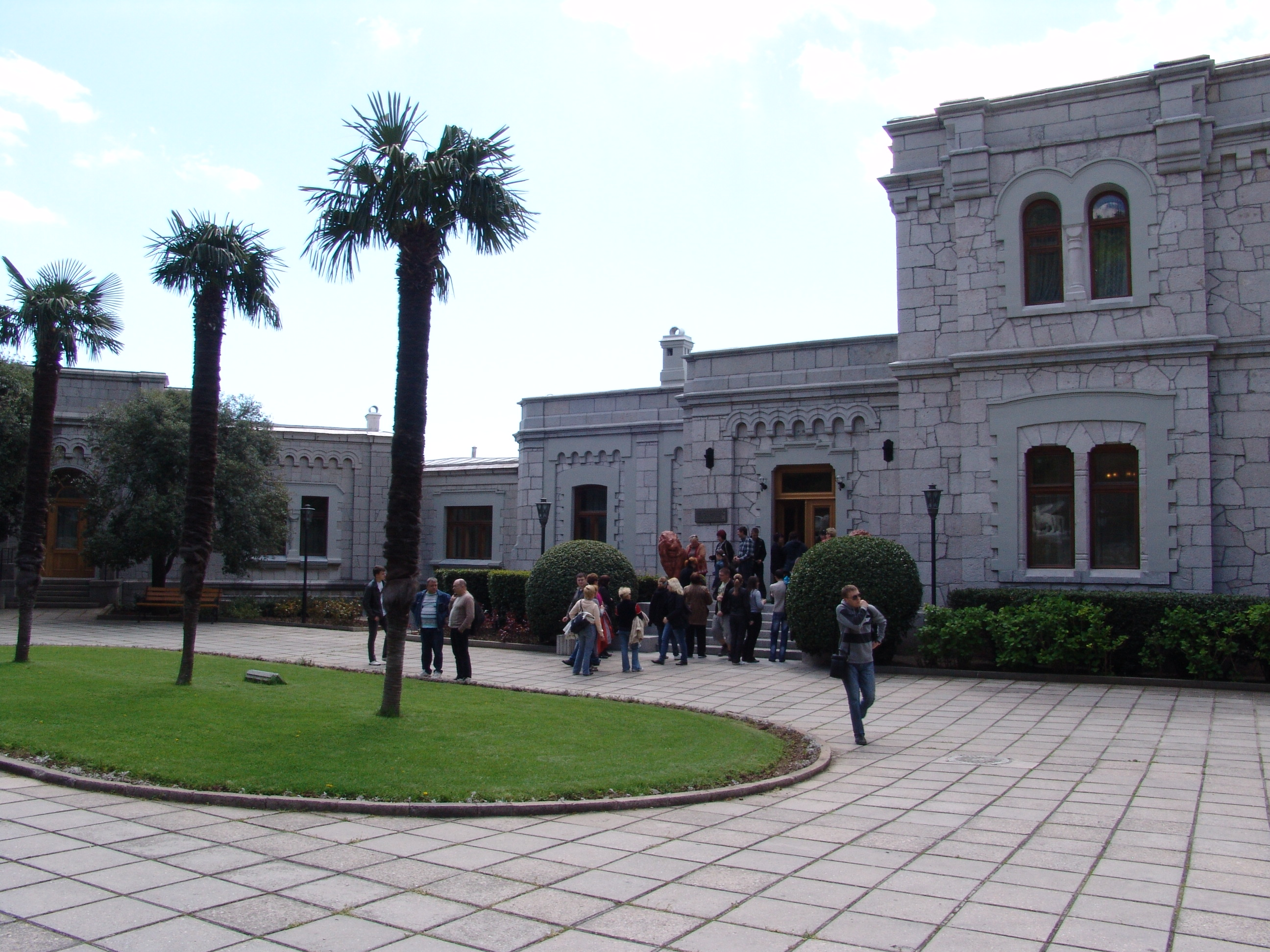

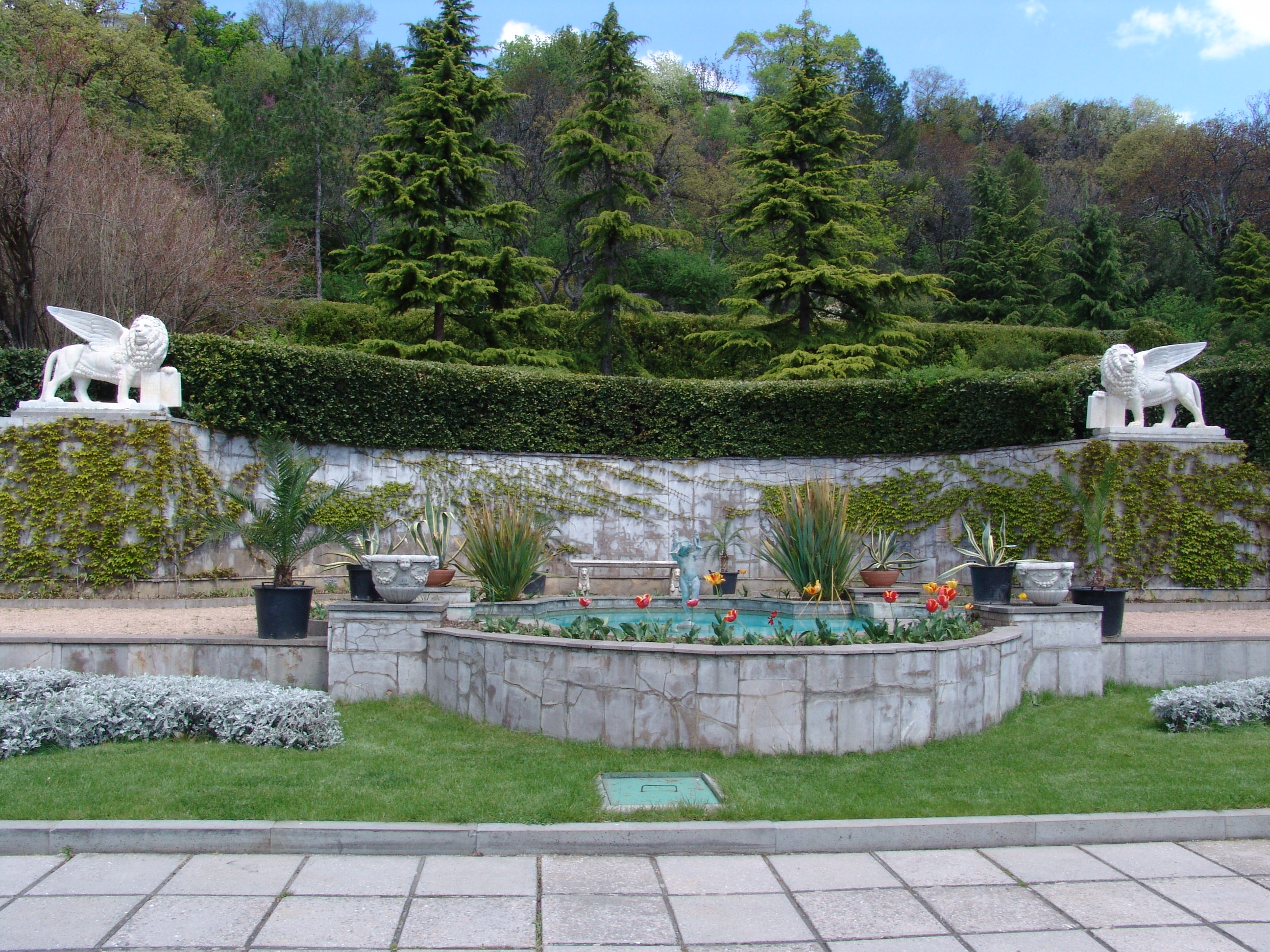

La villa est de style néoroman avec des éléments néorenaissance italienne. La cour d'honneur, les terrasses et les arcades sont décorées de sculptures de lions et de différents personnages de la  mythologie grecque, faites de marbre et souvent apportées de Venise. Une partie de l'intérieur est de style Art nouveau:  avec des grands panneaux d'émail et des plafonds stylisés ainsi que des étagères pour la porcelaine et les objets de bronze et divers divans d'angle, etc. Le cabinet de travail du propriétaire des lieux était décoré avec d'anciennes tapisseries des Gobelins, et un mobilier massif français.

## Parc
Le parc est arrangé par un jardinier paysager parmi les plus célèbres de son temps, Karl Kebach. Il recouvre 16 hectares plantés de plus de 7 500 espèces de plantes, arbres, arbrisseaux, etc. dont de nombreuses essences rares.